# ツァーリ・コロコル

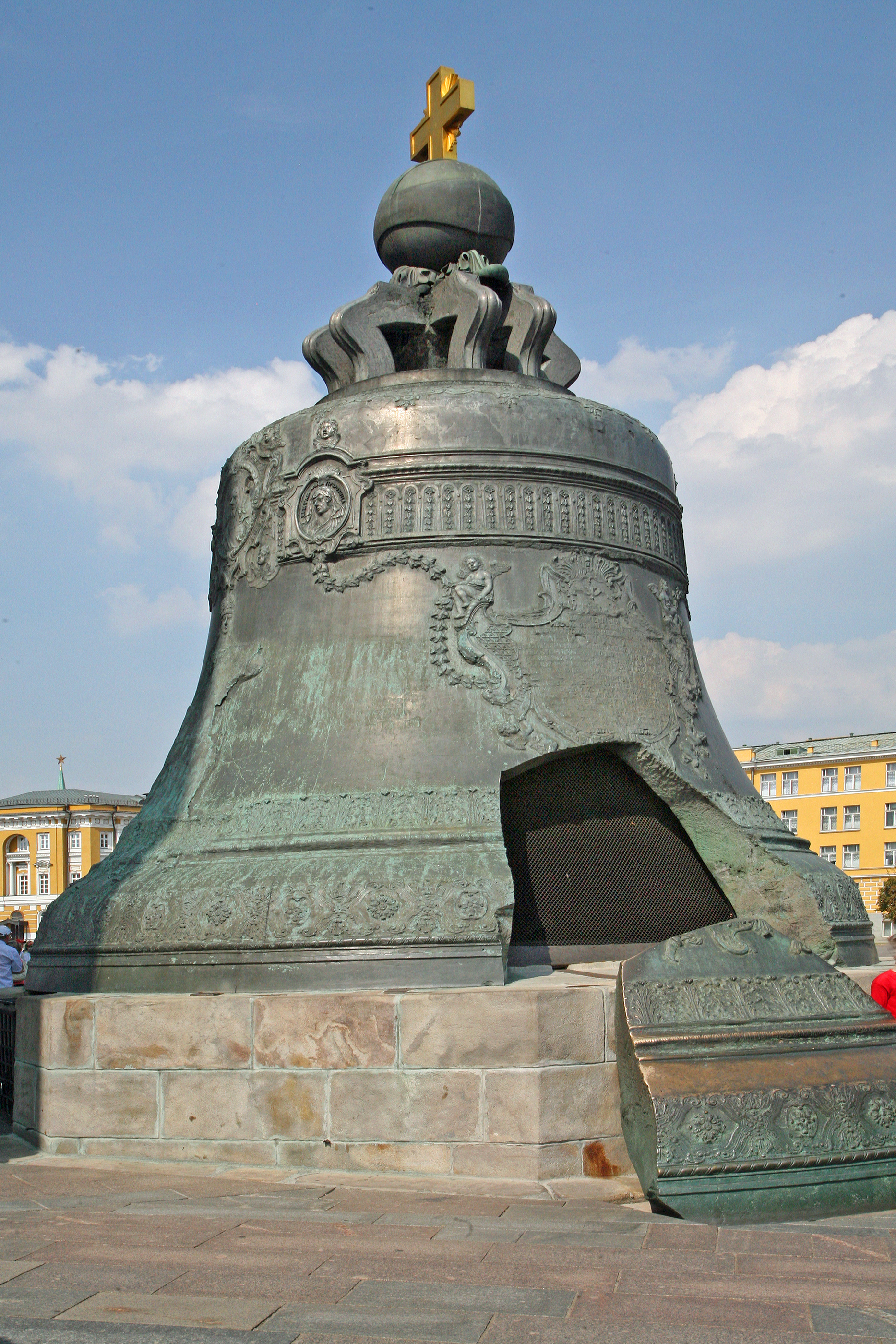
ツァーリ・コロコル

ツァーリ・コロコル（ロシア語: Царь–колокол、「鐘の皇帝」の意）は、ロシア・モスクワのクレムリン宮殿に展示されている鐘である。重量約160～200トン、高さ6.14メートル、直径6.60メートルである。
1733年から1735年にかけて、ロシア帝国の鋳造職人イワン・モトリンとその息子によって鋳造され、装飾や彫刻などはV・コベレフ、P・ガルキン、P・セレブリャコフらが手がけた。
この鐘が鳴ることは一度もなかった。あまりに重過ぎて持ち上げられなかったのと、1737年に生じた火災の折、一部が欠損してしまったためである。
1836年より、ツァーリ・コロコルはクレムリン宮殿ブラゴヴェシチェンスキー大聖堂広場にある、イワン雷帝の鐘楼脇に展示されている。
なお、この名前をもつ鐘は過去にあと2つ存在し、それぞれ17世紀初頭と1654年に制作された。後者は1701年の火事で焼失し、前者は現在のツァーリ・コロコル鋳造に際して再利用された。

## 写真

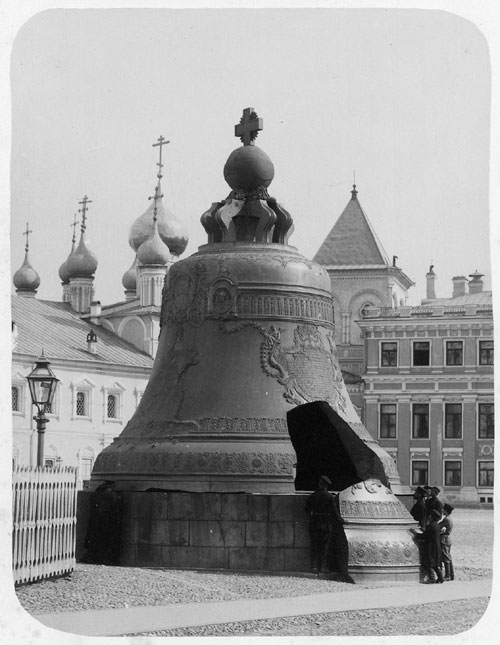
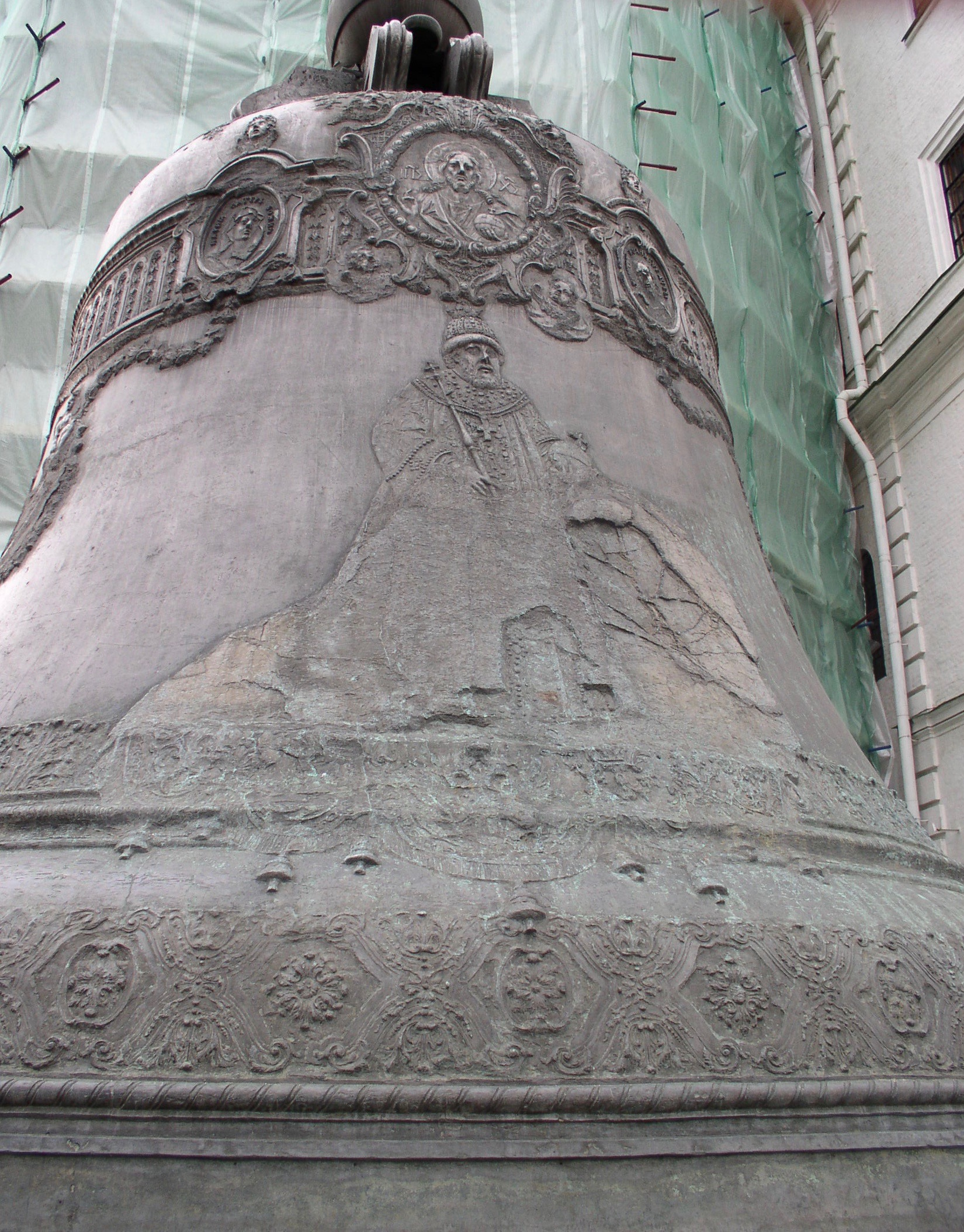
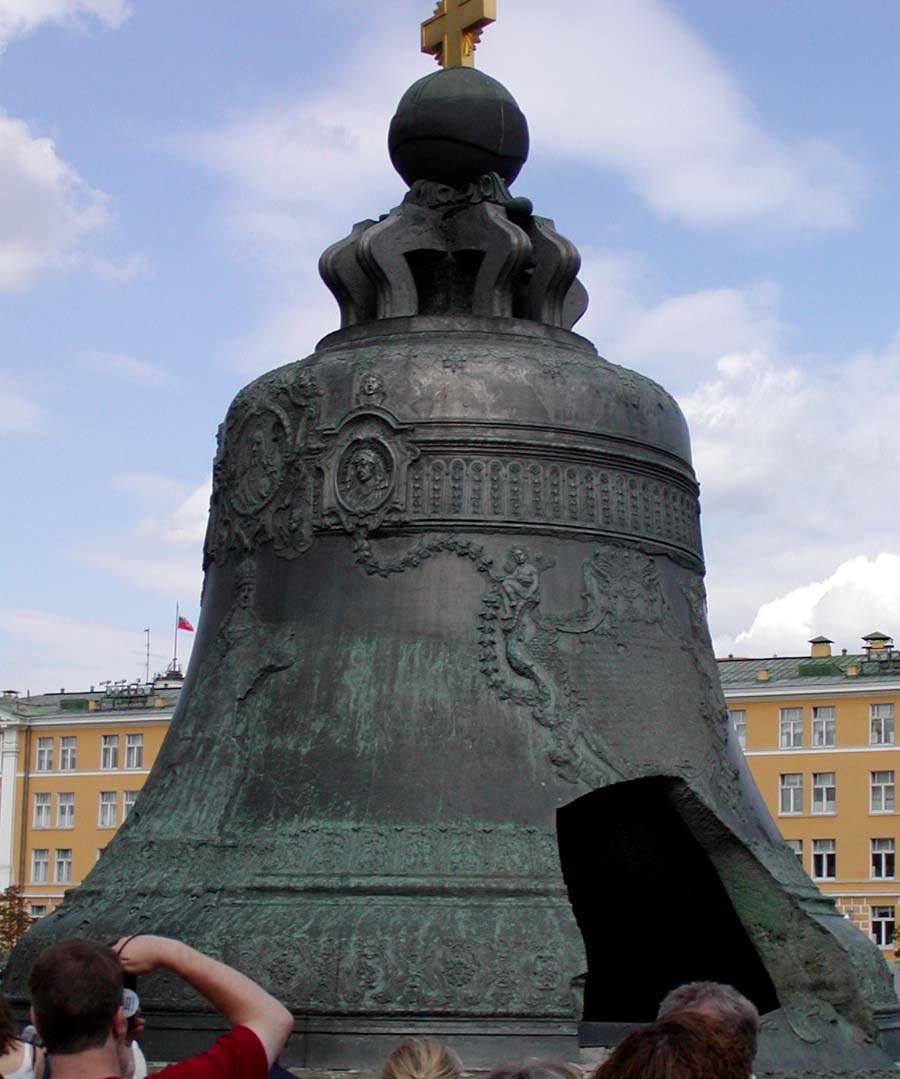